# Печихвостівська сільська рада
Печи́хвостівська сільська́ ра́да — адміністративно-територіальна одиниця та орган місцевого самоврядування в Горохівському районі Волинської області. Адміністративний центр — село Печихвости.

## Загальні відомості
- Територія ради: 43,805 км²
- Населення ради: 1583 особи (станом на 2001 рік). Кількість дворів — 474.
- Територією ради протікає річка Стрипа

## Населені пункти
Сільраді підпорядковані населені пункти:
- с. Печихвости
- с. Полюхне
- с. Скабарівщина
- с. Стрільче

## Населення
Згідно з переписом УРСР 1989 року чисельність наявного населення сільської ради становила 1675 осіб, з яких 759 чоловіків та 916 жінок.
За переписом населення України 2001 року в сільській раді мешкало 1570 осіб.

### Мова
Розподіл населення за рідною мовою за даними перепису 2001 року:
| Мова       | Відсоток |
| ---------- | -------- |
| українська | 99,37 %  |
| російська  | 0,51 %   |
| угорська   | 0,06 %   |

## Господарська діяльність
В Печихвостівській сільській раді працює 2 школи: 1 неповна середня і 1 середня, будинок культури, 2 бібліотекb, сільський клуб, музей, 1 дитячий садок, 3 медичні заклади, 1 відділення зв'язку, 3 АТС на 87 номери, 8 торговельних заклади.
На території ради розташовані Свято-Введенська церква.
По території ради проходять О030207, О030213.

## Склад ради
Рада складається з 14 депутатів та голови.
- Голова ради: Волошенюк Володимир Михайлович
- Секретар ради: Сулім Раїса Володимирівна

### Керівний склад попередніх скликань
| Прізвище, ім'я, по батькові    | Основні відомості                                                 | Дата обрання | Дата звільнення |
| ------------------------------ | ----------------------------------------------------------------- | ------------ | --------------- |
| Волошенюк Володимир Михайлович | Сільський голова, 1961 року народження, освіта вища, безпартійний | 26.03.2006   | 31.10.2010      |
| Волошенюк Володимир Михайлович | Сільський голова, 1961 року народження, освіта вища, безпартійний | 31.10.2010   | 25.10.2015      |
| Волошенюк Володимир Михайлович | Сільський голова, 1961 року народження, освіта вища, безпартійний | 25.10.2015   |                 |

Примітка: таблиця складена за даними сайту Верховної Ради України та ЦВК

### Депутати VII скликання
За результатами місцевих виборів 2015 року депутатами ради стали:

#### За суб'єктами висування
| Суб'єкт висування      | Кількість обраних депутатів | %     |
| ---------------------- | --------------------------- | ----- |
| Самовисування          | 9                           | 64.29 |
| Аграрна партія України | 5                           | 35.71 |

#### За округами
| № округу | Прізвище, ім'я, по батькові       | Ким висунуто           | Дата нар.  | Освіта              | Партійна приналежність | Відомості                                                |
| -------- | --------------------------------- | ---------------------- | ---------- | ------------------- | ---------------------- | -------------------------------------------------------- |
| 1        | Магера Майя Григорівна            | Самовисування          | 17.06.1971 | професійно-технічна | безпартійна            | Печихвостівська ЗОШ І-ІІІ ст., бібліотекар               |
| 2        | Дубець Інна Євгенівна             | Самовисування          | 27.08.1978 | вища                | безпартійна            | Відділ державного кадастру, інспектор                    |
| 3        | Сулім Раїса Володимирівна         | Самовисування          | 08.10.1962 | вища                | безпартійна            | Сільська рада, секретар                                  |
| 4        | Галяс Михайло Васильович          | Аграрна партія України | 21.05.1959 | професійно-технічна | безпартійний           | Не працює                                                |
| 5        | Байрак Наталія Петрівна           | Самовисування          | 25.01.1973 | професійно-технічна | безпартійна            | ФАП с. Печихвости, акушер                                |
| 6        | Мудь Світлана Антонівна           | Самовисування          | 18.08.1973 | професійно-технічна | безпартійна            | Амбулаторія с. Підберезння, медсестра                    |
| 7        | Хропот Валерій Миколайович        | Самовисування          | 03.08.1970 | загальна середня    | безпартійний           | Не працює                                                |
| 8        | Мороз Ірина Володимирівна         | Самовисування          | 25.03.1985 | вища                | безпартійна            | Печихвостівська сільська рада, землевпорядник            |
| 9        | Волошенюк Леся Віталіївна         | Самовисування          | 11.12.1963 | вища                | безпартійна            | Печихвостівська ЗОШ І-ІІІ ст., вчитель початкових класів |
| 10       | Жидачевський Сергій Володимирович | Аграрна партія України | 01.11.1964 | вища                | безпартійний           | Не працює                                                |
| 11       | Передон Ярослав Степанович        | Аграрна партія України | 01.01.1959 | професійно-технічна | безпартійний           | Не працює                                                |
| 12       | Личак Галина Анатоліївна          | Самовисування          | 02.09.1961 | загальна середня    | безпартійна            | Не працює                                                |
| 13       | Бабій Любов Адамівна              | Аграрна партія України | 17.09.1957 | загальна середня    | безпартійна            | Не працює, пенсіонер                                     |
| 14       | Семенович Марія Савівна           | Аграрна партія України | 20.04.1956 | загальна середня    | безпартійна            | Не працює, пенсіонер                                     |